# Oreodytes mongolicus
Oreodytes mongolicus är en skalbaggsart som först beskrevs av Brinck 1943.  Oreodytes mongolicus ingår i släktet Oreodytes och familjen dykare. Inga underarter finns listade i Catalogue of Life.